# اختبار النسل
اختبار النسل هو اختبار لتحديد القيمة يُجرى بغرض الاستيلاد الانتقائي للنمط الجيني للفرد عن طريق دراسة النسل الناتج عن تزاوجات مختلفة.

## اختبار النسل
يستخدم هذا الاختبار في استيلاد كل من النباتات والحيوانات، ولكنه يحظى بأهمية تجارية خاصة في استيلاد الحيوانات لتحديد قيمة الاستيلاد الحقيقية لحيوان ما، وخاصة الذكور التي تستخدم بشكل واسع في إنتاج أفضل الأصول الوراثية. وقد ساعد الاستخدام المكثف للتلقيح الصناعي لدى الحيوانات الأليفة في ارتفاع كثافة الانتقاء في جانب الذكور من الحيوانات. وتستخدم أداة الانتقاء هذه عادة للخصائص المحددة بالجنس، التي يُعبر عنها بعد الموت (خصائص اللحوم) وللخصائص التي تتميز عادة بالعمق الوراثي المنخفض مثل إنتاج اللبن والبيض لدى الإناث. فالثور على سبيل المثال لا يمكن تقييمه على أساس إنتاج الحليب، ومع ذلك فمن الممكن استخدام أداء ذريته من الإناث لتحديد إمكانية استخدام الحيوان في التهجينات المستقبلية.
ويجري اختبار النسل عن طريق تزاوج ذكر مع عدد من الإناث لإنتاج عدة سلالات في بيئات مختلفة وعلى مدى فترة زمنية طويلة تشمل فصولاً مختلفة من العام لإبطال التأثير الذي قد تتركه فصول العام، والإدارة، والبيئة على تقييم قيمة الاستيلاد. وهكذا يتم تحديد متوسط أداء النسل، مما يفتح الطريق أمام قياس قيمة الذكر لدى المربي.
من الممكن إجراء اختبار النسل للحيوان في قطيع ضخم أو عدة قطعان مترابطة أو في حقل مزارعين. وتزداد نسبة الطلب على اختبار النسل الذي يجرى في الحقل عندما يكون من الضروري توزيع الثيران المنتقاة على مساحة كبيرة، لدى العديد من المزارعين في بيئات مختلفة. ويتطلب إجراء اختبار النسل بالحقل خاصة في أنظمة إنتاج صغار المزارعين بآسيا وإفريقيا موارد مالية وبنية تحتية ضخمة - شبكات ذكاء اصطناعي ضخمة، وأنظمة جمع وتحليل بيانات قوية وديناميكية. وتجري شركات التربية اختبار النسل عادة لثيرانها حتى تتمكن من تطويرها تجاريًا. ولكن عندما تخضع منظمات التربية للمراقبة الحكومية (كالهند)، فإن عبء إجراء الاختبار يقع عليهم أيضًا عندما يكون من الضروري إدخال تحسينات وراثية.

## وصلات خارجية
- Breedplan and bull buying